# رود لیچهارد
رود لیچهارد رودی است به خلیج کارپنتاریا می‌ریزد. این رود در شمال غرب ایالت کوئینزلند در شمال شرقی کشور استرالیا جریان دارد.